# Mount Lamlam
Mount Lamlam – szczyt na wyspie Guam będącej terytorium zależnym USA. Jest to najwyższy szczyt wyspy.